# Myrmecoderus rileyi
Myrmecoderus rileyi es una especie de coleóptero de la familia Salpingidae.

## Distribución geográfica
Habita en México.